# Aphanius
Az Aphanius a sugarasúszójú halak (Actinopterygii) osztályának fogaspontyalakúak (Cyprinodontiformes) rendjébe, ezen belül az ikrázó fogaspontyok (Cyprinodontidae) családjába tartozó nem.

## Rendszerezés
A nembe az alábbi 30 faj tartozik:
- Aphanius almiriensis Kottelat , Barbieri & Stoumboudi, 2007
- Aphanius anatoliae (Leidenfrost, 1912)
- Aphanius apodus (Gervais, 1853)
- Aphanius arakensis Teimori, Esmaeili, Gholami, Zarei & Reichenbacher, 2012
- Aphanius asquamatus (Sözer, 1942)
- Aphanius baeticus Doadrio, Carmona & Fernández-Delgado, 2002
- Aphanius burdurensis (Ermin, 1946)
- Aphanius chantrei (Gaillard, 1895)
- Aphanius danfordii (Boulenger, 1890)
- Aphanius desioi (Gianferrari, 1933)
- Aphanius dispar dispar (Rüppell, 1829)
- Aphanius dispar richardsoni (Boulenger, 1907)
- Aphanius farsicus Teimori, Esmaeili & Reichenbacher, 2011
- zebrafogasponty (Aphanius fasciatus) (Valenciennes, 1821)
- Aphanius ginaonis (Holly, 1929)
- spanyol fogasponty (Aphanius iberus) (Valenciennes, 1846)
- Aphanius isfahanensis Hrbek, Keivany & Coad, 2006
- Aphanius mento (Heckel, 1843)
- Aphanius mesopotamicus Coad, 2009
- Aphanius pluristriatus (Jenkins, 1910)
- Aphanius punctatus (Heckel, 1847)
- Aphanius saourensis Blanco, Hrbek & Doadrio, 2006
- Aphanius sirhani Villwock, Scholl & Krupp, 1983
- Aphanius sophiae (Heckel, 1847)
- Aphanius splendens (Kosswig & Sözer, 1945)
- Aphanius stiassnyae (Getahun & Lazara, 2001)
- Aphanius sureyanus (Neu, 1937)
- Aphanius transgrediens (Ermin, 1946)
- Aphanius villwocki Hrbek & Wildekamp, 2003
- Aphanius vladykovi Coad, 1988